# Wycliff
Wycliff e. V. ist der deutsche Zweig einer nicht-kommerziellen interkonfessionellen evangelikalen Organisation (Wycliffe Global Alliance), die sich für die weltweite Verbreitung der Bibel einsetzt. Sie ist benannt nach dem englischen Theologen John Wycliff, der als Erster eine vollständige Übersetzung der lateinischen Bibel ins Englische edierte. Die Heilige Schrift soll möglichst viele Menschen erreichen und wird deshalb in viele Sprachen übersetzt. Die Arbeit wird ausschließlich durch Spenden finanziert. Derzeit sind nach eigenen Angaben über 5.000 Menschen für Wycliff bzw. die Schwesterorganisation SIL International aktiv, davon etwa 150 in Deutschland.

## Geschichte
Die Organisation wurde 1934 von William Cameron Townsend gegründet, der liebevoll auch „Onkel Cam“ genannt wurde. Der US-Amerikaner war 1918 bei einer missionarischen Reise nach Guatemala mit dem Problem konfrontiert, dass den einheimischen Cakchiquel-Indianern die Bibel nicht zugänglich war, weil sie keine europäische Sprache kannten. Townsend erforschte daraufhin ihre Muttersprache und übersetzte die Bibel.
1936 gründeten einige von ihm ausgebildete Missionare das Summer Institute of Linguistics (SIL), das heute eine der größten und bekanntesten Einrichtungen der linguistischen Feldforschung ist. Die Arbeit der Bibelübersetzung wurde mit der Gründung der Organisation „Wycliffe Bible Translators“ im Jahre 1942 ausgeweitet und professionalisiert.
Der Name ist abgeleitet von dem englischen Theologen und Professor John Wyclif, der im 14. Jahrhundert mit der Wyclif-Bibel eine bedeutende frühe Übersetzung in die englische Sprache schuf. Ein weiteres historisches Vorbild für die Wycliff-Organisation ist Martin Luther, der mit seiner Bibelübersetzung einen entscheidenden Beitrag zur Etablierung der deutschen Volkssprache leistete und in seinem Sendbrief vom Dolmetschen einige Regeln aufstellte.
Wycliff Deutschland war die erste Wycliff-Organisation in Europa. Sie wurde 1962 in Neukirchen-Vluyn am Niederrhein gegründet.

## Arbeit

### Linguistik und Ethnologie
Die Arbeit von Wycliff konzentriert sich vor allem auf Sprachen, die bisher noch nicht schriftlich fixiert sind. Jede Sprache wird dabei als gleichwertig behandelt, unabhängig von der Zahl der Sprecher und der weltweiten Bedeutung. Linguisten entwickeln für die bislang nur mündlich tradierten Sprachen eigene Schriftsysteme. Auf dieser Grundlage wird dann eine Bibelübersetzung angefertigt. Neben den linguistischen Problemen müssen dabei auch ethnologische Faktoren berücksichtigt werden, da das Verständnis der Texte von den kulturellen Bedingungen und den individuellen Vorkenntnissen beeinflusst wird.

### Aktionen
Wycliff unterstützt die jährliche Aktion 30 Tage Gebet für die islamische Welt, bei der unter anderem darum gebetet wird, schwer zu erreichenden Volksgruppen in islamisch geprägten Staaten der Welt die Bibel in ihrer jeweiligen Muttersprache zugänglich zu machen.

## Missbrauch und Kinderschutz
Die Winterthurer Künstlerin Christina Krüsi wurde in den 1970er Jahren als Kind mit 16 weiteren Kindern von Wycliff-Missionaren und -Lehrern missbraucht. Ihre traumatischen Erlebnisse auf der Missionsstation Tumi Chucua im Dschungel Boliviens hat sie in einem Buch verarbeitet.
Wycliff hat auf ihrer Website Stellungnahmen zu diesen Ereignissen aufgeschaltet, die ab dem Jahr 2003 bekannt und untersucht wurden. Die Taten sind strafrechtlich verjährt und die Täter inzwischen gestorben.

## Periodika
- „Übersetzung heute: Mitteilungsblatt der Wycliff-Bibelübersetzer“, quartalsweise Erscheinung, von 1991 bis 2001.
- „Welt der Schrift: Sprachforschung, Bibelübersetzung, Alphabetisierung“, quartalsweise Erscheinung, von 2001 bis 2011.
- „Ausgesprochen: das Wycliff-Magazin“, quartalsweise Erscheinung, von 2012 bis 2013.
- „Das Wycliff-Magazin“, quartalsweise Erscheinung, seit 2014, DNB.